# Tomai, Leova
Tomai este un sat din raionul Leova, Republica Moldova. Este situat în partea de nord a raionului Leova. Populația satului alcătuiește 3680 locuitori și se atestă 1116 gospodării individuale.
În teritoriu activează o școală medie în care își fac studiile aproximativ 300 de elevi, o grădiniță cu 104 copii, un oficiu al medicilor de familie, Casă de Cultură, două biblioteci, muzeu cu un număr de 1000 de exponante, centru de telecomunicații cu 500 abonați.

## Istorie
Prima atestare documentară a satului Tomai apare în anul 1694. E necesar să menționăm un document destul de important cum este Catalogul Documentelor Moldovenești din Arhiva Istorică Centrală a Statului (1387-1640) unde se menționează că în „1489, martie 13, Suceava – Ștefan Voievodul Moldovei întărește uric lui pan Lupe, armaș o bucată de pământ în hotarul Alboteștilor din gura Săratei, loc de sate, cumpărată cu 80 de zloți tătărești de la Nastea, Toma și Ilca, copiii lui Coste și de la Ana și Sima copiii lui Lazăr, toți nepoții lui Oană, vornicul care îl stăpânise cu un uric de la moșul domnului Alexandru Voievod, și mai întărește o seliște peste Prut unde a fost târgul Sărății, din sus de gura Sărății, cumpărată cu 130 de zloți tătărăști de la Stanciul, fiul lui Jurja Hușea. Hotare, Traian, seliștea lui Bodea Sârbul și al lui Bodea Ruminul, hotarul lui Zimbodilu. Credința Voievodului și a fiilor săi Alexandrul și Bogdan Voievod. Sfat Domnesc Pan Tăutul logofăt, Seric Toader”- ne arată că era posibilitatea de a popula aceste pământuri din domeniul domnesc, care cu timpul a fost împărțit ca danie sau vândut marilor proprietari.
Pentru locuitorii satului e mai aproape varianta de proveniență turcă - maghiară. Legenda spune că locurile acestea erau pitorești, cu o pădurice, iarbă mătăsoasă pe un șes ce era întretăiat de un râușor Sârma, afluent al r. Prut. Anume frumusețea aceasta l-a făcut pe un tânăr cioban, care venea cu turma de oi dinspre Carpați, căutându-și un loc mai sigur de trai, să se oprească aici. Acest tânăr se numea Toma Baliuș. Pe aceste locuri s-au mai așezat alți tineri, care au rămas pentru totdeauna să întemeieze o așezare. Trăiau vremuri grele, aceste locuri erau mereu în calea cuceritorilor tătari și turci. Legenda spune că tânărul Toma într-o luptă inegală este omorât. Urmașii lui, localnicii, au numit așezarea în numele lui Toma Baliuș - Tomai.
Primele adăposturi erau simple în formă de colibe, mai apoi, când se formează familii, apar primele case din 2 odăi - cămara și dormitorul. Casa era la început din nuiele, apoi se bătea cu ceamur - lut sau pământ cu iarba uscată. Acoperișul era simplu cu stuf sau papură tăiată din locurile mlăștinoase sau de la baltă. Mobila era sărăcăcioasă, din lemn. La început casa avea loc pentru fereastră, dar - fără sticlă. Iarna se astupa cu piele de animale. Lipsea îmbrăcămintea din țesătură. Îmbrăcămintea și încălțămintea erau din piele de oaie sau din piele de alte animale domestice sau sălbatice - iepurele, vulpea, mistrețul. Vesela era mai mult din lemn cioplit. Deoarece în împrejurimi erau localități ce au apărut mai devreme, pe râul Prut, conform ultimelor date, circulau vase mici maritime - încă pe vremea lui Ștefan cel Mare – de aici și concluzia, că populația putea să facă schimbul de blănuri, carne, brânză, pe alte obiecte și haine – necesare. Hrana era constituită de produse naturale: carne, lapte, ciuperci, pomușoare, mai târziu – porumbul, orzul, fasolea, bobul, lintea, bostănoasele.

## Demografie

### Structura etnică
Structura etnică a localității conform recensământului populației din 2004:
| Grup etnic       | Populație | % Procentaj  |
| ---------------- | --------- | ------------ |
| Moldoveni Români | 3344 22   | 98,67% 0,65% |
| Ucraineni        | 6         | 0,18%        |
| Țigani           | 6         | 0,18%        |
| Bulgari          | 5         | 0,15%        |
| Ruși             | 5         | 0,15%        |
| Alții            | 1         | 0,03%        |
| Total            | 3389      |              |

## Administrație și politică
Componența Consiliului local Tomai (13 consilieri), ales la 5 noiembrie 2023, este următoarea:
|  | Partid                            | Consilieri | Componență | Componență | Componență | Componență | Componență | Componență | Componență | Componență |
|  | --------------------------------- | ---------- | ---------- | ---------- | ---------- | ---------- | ---------- | ---------- | ---------- | ---------- |
|  | Partidul Acțiune și Solidaritate  | 8          |            |            |            |            |            |            |            |            |
|  | Partidul Social Democrat European | 5          |            |            |            |            |            |            |            |            |

## Biserica
În sat activează biserica cu Hramul "Sfântul Mihail și Gavril" construită în 1883 din cărămidă, în stil romano-bizantin, după modelul bisericilor din Rusia sec. XVII-lea. Au construit-o meșterii genovezi din Orhei și Akkerman. Este formată din 6 cupole. În interior s-a păstrat iconostasul vechi după o mică reconstrucție (poleire, lacunele părți din lemn). Multe icoane de preț au fost luate de alte biserici. Cele mai reprezentative icoane rămase sunt: „Acopreirea Maicii Domnului”, „Sfânta Fecioară Maria și Isus Hristos”, „Sf. Nicolae”, „Intrarea în biserică a Maicii Domnului”.